# Orgueil et Préjugés (mini-série, 1980)
Pour les articles homonymes, voir Orgueil et Préjugés (homonymie).
Orgueil et Préjugés (Pride and Prejudice, sous-titré Or First Impressions) est une mini-série britannique de 226 minutes en 5 épisodes, diffusée du 13 janvier au 10 février 1980 sur BBC Two. Mise en scène par Cyril Coke, produite par Jonathan Powell, sur un scénario de Fay Weldon, c'est une adaptation soignée qui se veut fidèle tant à l'intrigue qu'à l'esprit du roman Orgueil et Préjugés de Jane Austen, la cinquième de la BBC et la dernière produite essentiellement en vidéo avant la version de 1995, Orgueil et Préjugés qui est filmée. Cette adaptation, où, comme dans le roman éponyme, tout est présenté du seul point de vue d'Elizabeth Bennet, met en valeur deux éléments présents dans le roman : l'attachement à sa famille d'Elizabeth Bennet et l'importance du thème du mariage.

## Éléments de présentation

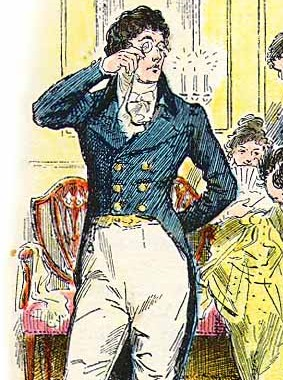
Les dessins de C. E. Brock semblent avoir inspiré les producteurs pour Mr Darcy…

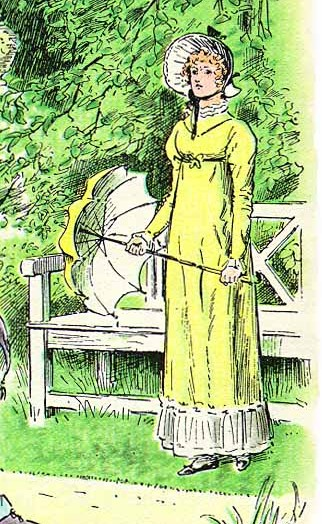
… comme pour Elizabeth Bennet.

Le générique de chaque épisode présente une succession de vignettes aquarellées à la limite des caricatures dans le style de James Gillray ou de Thomas Rowlandson pour souligner la nature satirique de l'œuvre originale. Grâce à sa longueur, cette série s'attache beaucoup mieux à respecter le roman que les adaptations précédentes, et prend relativement peu de libertés avec le texte, quoiqu'elle s'en détache parfois de façon surprenante. Elle reprend la plupart des dialogues, même si les réflexions d'un personnage sont parfois attribuées à un autre ou prononcées dans des occasions différentes, la succession des scènes ou la chronologie des événements un peu bousculée par rapport au roman, et le rôle de certains personnages augmenté (Mary Bennet, Charlotte Lucas) ou diminué (Jane Bennet, Sir William).

### Scénario
Centré sur la famille Bennet, il met en valeur certains aspects du roman, l'attachement mutuel des sœurs et l'importance du thème du mariage. Il souligne aussi la cohésion de la famille. Il conserve la majorité des personnages et des péripéties, privilégie les dialogues, fait expliciter par les personnages certaines règles de conduite de l'époque, ce qui lui confère un aspect un peu compassé.
C'est Elizabeth le personnage central et elle qui prononce la maxime qui ouvre le roman, devenant ainsi le relais de la narratrice, au cours d'une discussion avec Charlotte Lucas au sujet des raisons de se marier. Cette discussion suit de peu la première scène où l'on voit Mary se précipiter au devant d'un fourgon transportant des bagages et en revenir avec la nouvelle de l'arrivée de Bingley.
L'élément du scénario qui s'éloigne le plus de l'original concerne la réaction d'Elizabeth lorsqu'elle apprend l'enlèvement de Lydia, alors qu'elle est seule à l'auberge de Lambton (III, IV). Ce n'est pas Darcy qui vient la voir, c'est elle qui se précipite en courant à Pemberley. Pensant que son oncle et sa tante sont dans le parc, en train de pêcher (en effet, leur voiture stationne devant l'entrée), elle vient les chercher. Elle avoue en pleurant tout à Darcy quand il insiste pour qu'elle lui « fasse confiance ». 
La deuxième demande en mariage s'amorce aussi autrement que dans le roman : Elizabeth, assise dans sa chambre, reçoit un mot, sourit, et se précipite dehors, rejoignant Darcy qui l'attend dans une allée du parc.
Pour cette scène sont utilisés des dialogues issus des chapitres 16 et 18 du livre III, et les personnages se promènent sous d'immenses arbres verdoyants.
La conclusion, comme dans le Orgueil et Préjugés (film, 1940)\film de 1909, s'attache à la réaction du couple Bennet, revenant à la thématique principale du roman : trouver un partenaire financièrement intéressant pour leurs filles. On voit Mrs Bennet se réjouir du mariage d'Elizabeth, s'adressant à son mari : « Good gracious! Lord bless me! only think! dear me! Mr. Darcy! Who would have thought it? What pin-money, what jewels, what carriages she will have! I am so pleased -- so happy. Three daughters married! Ten thousand a year! Oh, Lord! What will become of me? I shall go distracted. » et l'air satisfait de son mari qui la congédie en lui disant « If any young men come for Mary or Kitty, send them in, for I am quite at leisure ».

### Personnages

#### Elizabeth
Elizabeth est le personnage central, dont le point de vue est privilégié : comme elle (et comme dans le roman) le spectateur a la surprise de voir Darcy à Pemberley et découvre son rôle dans le mariage de Lydia seulement par la lettre de Mrs Gardiner.
Elizabeth Garvie incarne une Elizabeth intelligente et têtue, voire butée, et relativement sédentaire, avec des robes pudiques, souvent à manches longues et hauts cols de dentelle. Elle marche posément (sauf la fois où elle court de Lambton à Pemberley) et porte une ombrelle les rares fois où elle se promène. Elle a un rôle de grande sœur protectrice et responsable, s'expliquant patiemment mais fermement avec sa mère. Elle aime profondément Longbourn (it's home) et sa famille. Elle joue du piano et chante (à Lucas Lodge et à Rosings).
Elle est en général pleine de retenue, mais aussi d'assurance et elle exprime avec vigueur ses opinions. Son aversion pour Darcy et son attirance pour Wickham sont marquées. Lorsque le premier la regarde un peu trop fixement ou s'approche pour l'inviter, à Netherfield, elle lui tourne d'abord le dos ; elle prend très mal sa première réplique (she is tolerable) et va la raconter à sa mère ; elle rapporte avec colère à Jane alitée les conversations dans le salon de Netherfield et le fait que Darcy ne lui a pas dit dix mots de toute la journée le dernier samedi. Lorsqu'elle apprend que le second ne viendra pas au bal, à cause de Darcy, puis qu'il est fiancé à Mary King, elle accuse le coup. Ses sœurs compatissent beaucoup. 

#### Darcy
Comme dans le roman, Darcy reste un personnage en retrait, indéchiffrable. Le physique et la raideur de David Rintoul accentuent son air hautain, distant, taciturne et figé. Il a un sens aigu de sa propre valeur, ce que souligne sa réticence à parler et son arrogance quand il le fait. Ainsi, dans le premier épisode, il apparaît très snob, méprisant et dédaigneux, les dialogues soulignant le mépris des hôtes de Netherfield pour la population locale et la vie à la campagne.
Le metteur en scène a choisi de ne pas faire apparaître dans le jeu de l'acteur l'évolution psychologique du personnage dont l'allure reste imperturbablement rigide et réservée (son portrait à Pemberley, à la différence de celui du roman n'est pas souriant non plus).
L'intérêt qu'éveille en lui Elizabeth ne se manifeste que par le regard, distant et obsessionnel, avec lequel il la fixe. Toutefois ce regard n'est pas toujours indéchiffrable. À Netherfield, il semble parfois perdu dans sa contemplation. Dans une brève scène à Rosings Park, il lui lance un coup d'œil avec une ombre de sourire complice, à la suite d'une remarque ridicule de Lady Catherine, mais Elizabeth, qui en souriait aussi, refuse le contact et détourne la tête ; son attitude apparaît ouverte et son visage aimable à Pemberley lorsqu'il rejoint les Gardiner et Elizabeth, mais ce n'est que tout à la fin, quand il est assuré de la réponse favorable d'Elizabeth, que son ton devient chaleureux, que ses traits se détendent et s'animent vraiment.

#### Mr et Mrs Bennet

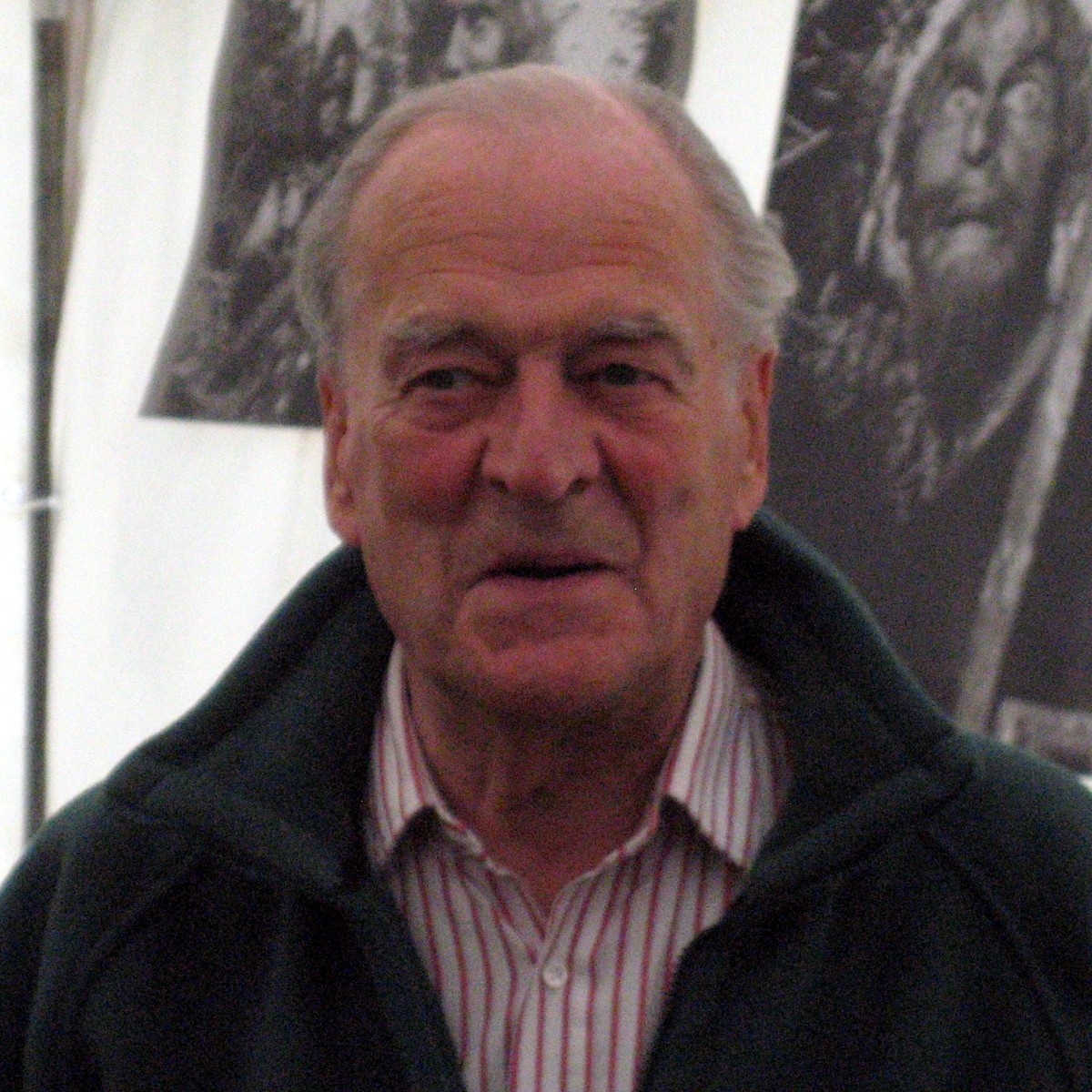
Moray Watson (ici en 2009), qui jouait Mr Bennet.

C'est avec ces deux personnages que Fay Weldon a pris le plus de libertés.
Priscilla Morgan joue une Mrs Bennet moins caricaturale que dans le roman. Ce qu'elle dit est parfois plein de bon sens et elle se permet à mi-voix quelques critiques appuyées du comportement de son mari et des hommes en général. Elle est cependant très sotte, écervelée, vite énervée, toujours en mouvements et bavardant sans arrêt d'une voix haut perchée. Inquiète de caser ses filles et affectueuse, envers Lydia surtout, elle se montre une redoutable marieuse, conseillant à Elizabeth de sourire et de tenir sa langue en présence des messieurs. « C'est comme ça que j'ai attrapé votre père », ajoute-t-elle.
Elle ne paraît pas la seule responsable de l'échec de leur mariage, car Moray Watson joue un Mr Bennet froid et sec, qui se contente de fulminer contre ses plus jeunes filles et l'épouse pour laquelle il éprouve un mépris à peine masqué. Présenté comme une sorte d'érudit, souvent caché derrière un livre ou retiré dans sa bibliothèque, il n'est pas seulement sarcastique, comme dans le roman, il a mauvais caractère, se désintéresse de son environnement familial et du bien-être de ses filles. Il étudie en solitaire des parties d'échec, joue parfois au tric-trac avec Elizabeth, la seule de ses filles qu'il semble apprécier. Il sollicite ses conseils, qu'il n'écoute pas, mais leurs relations sont plutôt affectueuses.

#### La fratrie Bennet
Le lien fraternel entre les sœurs est souligné : on les voit discuter, chuchoter toutes ensemble ou en petits groupes, guetter dans l'escalier ou à la fenêtre. Le couple des aînés discute sérieusement, fréquemment et longuement, même si le rôle de Jane est un peu diminué au profit de celui de Charlotte Lucas. Sabina Franklyn est une Jane douce, mignonne, pas sotte, mais une personnalité un peu effacée face au tempérament fougueux de sa sœur. Le couple des deux plus jeunes montre une complicité plus superficielle.
Mary ne se met pas physiquement à l'écart, mais elle a toujours le nez plongé dans un livre, au grand dam de sa mère. Elle est un peu traitée avec condescendance par les autres. Les lunettes de myope et la frange que porte Tessa Peake-Jones lui donnent un air naïf et enfantin. Elle joue du piano et chante de façon très scolaire. Chez les Lucas, elle prend assez vivement la succession d'Elizabeth au piano, chante faux, sous l'œil horrifié de Darcy qui s'était approché pour mieux écouter Elizabeth, et continue à chanter, essayant de couvrir les sons d'un violon qui accompagne les danseurs. Elle n'est pas vraiment laide, elle a seulement des cheveux raides, des tenues très strictes et des lunettes, mais Fay Weldon a choisi de souligner son hypocrisie : son goût de la lecture est une pose et elle s'intéresse autant aux commérages que ses plus jeunes sœurs. Son intérêt pour Mr Collins est très visible.
Lydia est superficielle et écervelée. Elle souligne sa précocité, refuse la pudique dentelle dans son décolleté, fait de l'œil à Wickham. Natalie Ogle est petite, mais donne à Lydia une présence physique assez forte. Les remarques de Mrs Bennet montrent qu'elle est assez fière de la précocité physique de sa fille (elle remarque qu'elle a plus de poitrine que la plate Charlotte et est plus attirante que Mary).

#### Mr Collins et Charlotte Lucas
Malcolm Rennie, qui est un acteur massif et de grande taille joue un Mr Collins particulièrement lourd, vulgaire, ridicule et pataud. À la fois arrogant et humble, il parle d'une voix forte et ses phrases d'excuse stéréotypées reviennent comme un leitmotiv. Il porte bas, culotte et habit noirs à petit collet, avec l'écharpe blanche à grand rabat qui indique sa qualité d'homme d'Église, ce qui lui donne une vague allure d'échassier. La scénariste a introduit deux scènes inédites : celle de sa déclaration à Charlotte (qui reprend des éléments de celle à Elizabeth) et une scène bizarre où ils vont planter des joncs.
Charlotte, que joue Irene Richard, a un rôle assez important, presque plus important que celui de Jane Bennet. Ses conversations avec Elizabeth sur la nécessité sociale du mariage ou sur le comportement de Darcy, ponctuent régulièrement les trois premiers épisodes.

#### Lady Catherine de Bourg
Judy Parfitt interprète une Lady Catherine encore jeune et très élégante, mais raide, pincée, autoritaire, arrogante, et aussi bavarde et intrusive en son genre que Mrs Bennet. Sa froideur hautaine en fait une parente très vraisemblable du froid Darcy. Elle se vante de son excellent appétit et reproche à Darcy de ne pas assez manger, pose des questions dont elle n'écoute pas les réponses, interroge Elizabeth sur ses sœurs, et fait part à Charlotte de ses vertes critiques de leur éducation, pendant qu'Elizabeth est au piano.
Ses interférences dans le ménage Collins sont amplifiées et triviales. Fay Weldon a rédigé la plupart de ses critiques et de ses conseils. On voit Collins les approuver et Charlotte en mettre certains en pratique. Sa confrontation avec Elizabeth à Longbourn a lieu dans le salon où l'introduit Mrs Bennet, mais finalement Elizabeth la congédie sèchement.
Sa fille, Miss de Bourg, paraît complètement écrasée par la personnalité de sa mère, mais, lorsqu'Elizabeth prend congé, comme dans le roman, elle se lève pour lui serrer les mains, avec une émotion muette qu'Elizabeth hésite à partager.

#### Wickham et Bingley
Peter Settelen joue un Wickham sympathique et chaleureux, très proche d'Elizabeth, qui lui confie sa déception de voir Jane abandonnée. Il admire sa façon chaleureuse de défendre ceux qu'elle aime, ajoutant qu'il est heureux que ce ne soit pas elle qui s'en aille à Londres. La scène où Mrs Gardiner met Elizabeth en garde contre une attirance imprudente envers un jeune homme sans fortune, conservée dans cette version, trouve ainsi une parfaite justification.
Le personnage de Bingley, selon Louise Flavin, est « une merveilleuse création, car il doit être bel homme, intelligent et affable, mais ni bouffon ni arrogant ». Osmund Bullock lui confère un peu de dignité et beaucoup d'affabilité.

## Fiche technique

### Distribution

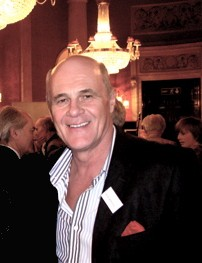
David Rintoul (ici en 2009), qui jouait Darcy.

- Elizabeth Garvie : Elizabeth Bennet
- David Rintoul : Fitzwilliam Darcy
- Sabina Franklyn : Jane Bennet
- Natalie Ogle : Lydia Bennet
- Priscilla Morgan : Mrs Bennet
- Moray Watson : Mr Bennet
- Tessa Peake-Jones : Mary Bennet
- Clare Higgins : Kitty Bennet
- Malcolm Rennie : Mr Collins
- Osmund Bullock : Charles Bingley
- Judy Parfitt : Lady Catherine de Bourgh
- Irene Richard : Charlotte Lucas Collins
- Peter Settelen : George Wickham
- Emma Jacobs : Georgiana Darcy
- Marsha Fitzalan (en) : Caroline Bingley
- Jennifer Granville : Mrs Hurst
- Edward Arthur : Mr Hurst
- Desmond Adams : le colonel Fitzwilliam
- Shirley Cain (en) : Mrs Philips
- Janet Davies : Mrs. Hill
- Peter Howell : Sir William Lucas
- Andrew Johns : le capitaine Denny
- Michael Lees : Mr Gardiner
- Barbara Shelley : Mrs Gardiner
- Elizabeth Stewart : Lady Lucas
- Doreen Mantle : Mrs Reynolds
- Moir Leslie : Anne de Bourgh

### Équipe technique
- Réalisation : Cyril Coke
- Scénario : Fay Weldon
- Production : Jonathan Leslie Powell
- Directeur de la photographie : Paul Wheeler
- Montage : Chris Wimble
- Musique originale : Wilfred Josephs
- Costumes : Joan Ellacott
- Décors : Barbara Gosnold

## Mise en scène

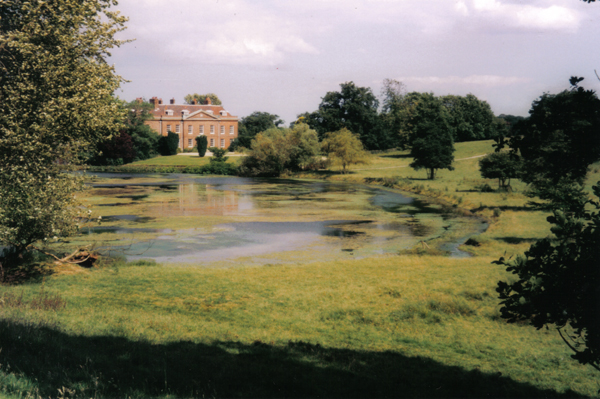
Well Vale (Netherfield)

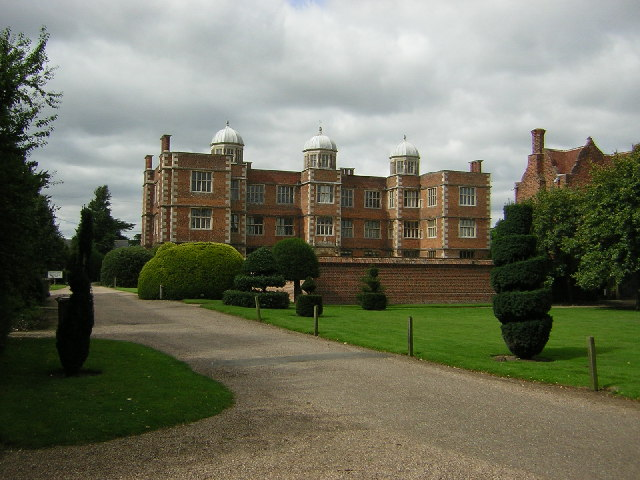
Doddington Hall (le jardin de Lucas Lodge, la déclaration de Mr Collins)

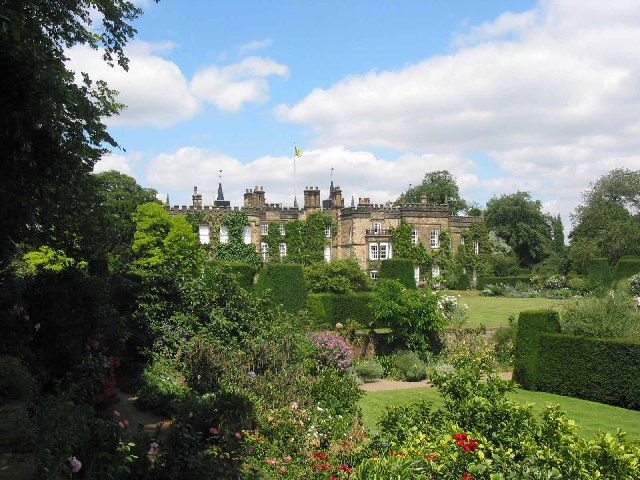
Renishaw Hall, dans le Derbyshire, et les jardins où furent tournés les extérieurs de Pemberley.

### Production en studio
Toutes les adaptations de romans austeniens antérieures à 1967 sont tournées en noir et blanc et en studio. L'adaptation de 1967, tournée pour le cent-cinquantenaire de la mort de Jane Austen est la première à utiliser la couleur et quelques tournages en extérieur. Cette version-ci continue à privilégier les intérieurs, pour des raisons financières (car tourner en extérieur coûte cher), et techniques, le matériel étant lourd et peu maniable. La plupart des scènes sont donc tournées en studio. C'est ainsi qu'on ne voit pas les longues promenades d'Elizabeth dans le parc de Rosings et que sa confrontation avec Lady Catherine a lieu dans le salon de Longbourn.
Beaucoup de scènes d'intérieur sont assez statiques, de longues prises alternant les plans (plans larges, plans rapprochés, gros plans), mais avec très peu de mouvements de caméras, caractéristique fréquente des œuvres tournées sur support vidéo, « sous-alimentées », pour reprendre l'expression de Sue Birtwistle, et très proches du théâtre filmé.
Darcy est souvent montré debout, immobile, un peu en retrait, fixant Elizabeth. Les scènes privilégient la parole plus que le mouvement. Ainsi, la scène du bal à Netherfield accorde plus d'importance au dialogue et aux expressions des visages de Darcy et Elizabeth qu'à leurs évolutions sur la piste de danse. Quand Elizabeth est au piano, à Rosings, les jeunes gens, filmés en plan moyen, l'encadrent sans beaucoup de jeu scénique. Les personnages conversent le plus souvent assis calmement, ce qui crée une impression de lenteur un peu solennelle et compassée.

### Tournage en extérieurs

#### Avant la visite de Pemberley
Commence à apparaître dans cette version une utilisation systématique de scènes en extérieur. Cependant elles ne s'inscrivent pas encore dans une esthétique picturale, et les lieux sont encore assez peu différenciés spatialement.
Ils sont aussi fort peu déterminés temporellement. Le passage des saisons, si marqué dans le roman, n'est pas vraiment sensible : toutes les scènes en extérieur semblent estivales, même la deuxième demande de Darcy qui a pourtant lieu en automne.
Il y a toutefois une métaphorisation de l'espace. Les extérieurs symbolisent une échappatoire et un semblant de liberté, d'où une importante utilisation des plans d'ensemble : le cheminement d'Elizabeth sous une pluie battante pour aller voir Jane à Netherfield, la voiture des Gardiner parcourant le Derbyshire, la lecture de la lettre de Darcy à Rosings Park. Le contenu de cette lettre est dit en voix off pendant sa lecture par Elizabeth. On voit Darcy s'éloigner de plus en plus, et le champ s'élargit progressivement, pour suivre sa silhouette s'évanouissant dans les lointains.
Quelques scènes importantes se déroulent en extérieur : la promenade au cours de laquelle Caroline Bingley plaisante Darcy à Netherfield en parlant de son mariage supposé (I, X), le dialogue dans le jardin entre Elizabeth et Mrs Gardiner, au cours duquel cette dernière la met en garde sur l'imprudence d'un mariage avec un homme sans le sou (II, III); une discussion avec Wickham où, tout en jouant au croquet avec lui, elle évoque la souffrance de Jane et annonce le départ de celle-ci pour Londres, juge sévèrement Bingley et lui demande des précisions sur Miss Darcy.

#### À partir de Pemberley
Il y a surtout les scènes à Pemberley, toutes tournées « en extérieur » à Renishaw Hall, et la deuxième demande en mariage.
À Pemberley
On voit la voiture des Gardiner traverser la campagne anglaise puis arriver dans le parc, la façade du château apparaissant en légère contre-plongée. Après leur entrée et l'accueil aimable de Mrs Reynolds, la découverte des deux miniatures et la visite à l'étage de la galerie de peinture, viennent les scènes dans les jardins.
Suivant fidèlement le roman (III, I), la première rencontre à Pemberley a lieu lorsque les Gardiner se préparent à aller visiter le parc. Darcy débouche, précédé par son chien, de derrière une haie et, après un long silence, échange quelques mots avec Elizabeth, montrant son trouble : « Vous n'êtes pas à Longbourn ? … Je croyais que vous étiez à Longbourn… Comment vont vos parents ? », avant de disparaître.
Ensuite, lorsqu'ils déambulent dans le parc, le long d'un plan d'eau, Darcy les rejoint, engage aimablement la conversation avec Mr Gardiner, demande à Elizabeth la permission de lui présenter Georgiana, et poursuit la promenade avec eux.
La deuxième demande en mariage
Elle est faite dans une allée de parc bordée de grands arbres verts, sous laquelle les deux protagonistes déambulent lentement. Lorsque Fay Weldon fait dire à Elizabeth, en réponse à l'affirmation de Darcy « My wishes and feelings are unchanged » (« Mes vœux et les sentiments que vous m'inspirez n'ont pas changé ») : « My sentiments had undergone so material a change since that period, as to make me receive your present assurances with gratitude... and pleasure », Darcy lui donne le bras en souriant et la caméra, qui les filmait individuellement et alternativement en plan rapproché, passe en plan américain, puis présente un large plan d'ensemble. Lorsque les deux silhouettes se rapprochent, la caméra, pudiquement, procède à un panoramique vertical dans le feuillage de l'arbre qui les domine.

### De l'écrit à l'image
Fay Weldon, comme tous les scénaristes, s'est trouvée confrontée au problème de la transposition de la voix de la narratrice révélant les états d'âme d'Elizabeth et les réflexions silencieuses de celle-ci rapportées au discours indirect libre. Elle choisit deux approches : les introduire dans des dialogues ou utiliser la voix off, ce que continueront à faire les adaptateurs qui la suivront.
La mise en scène s'efforce ainsi de scénariser les nombreuses correspondances des personnages et les commentaires de la narratrice. Par exemple, on voit, en alternance, Jane écrire à Longbourn et Elizabeth lire sa lettre à Lambton, le contenu dit en voix off. Les nombreuses réflexions qu'Elizabeth se fait dans le roman sont exprimées tantôt à haute voix tantôt en voix off, la caméra s'attardant alors longuement sur son visage. Cela paraît souvent un peu lourd et didactique et parfois inutilement redondant, les expressions du visage ou les mouvements étant assez explicites. Quelques brefs retours en arrière ponctuent la longue lecture de la lettre de Darcy, le visage de Wickham, une scène du bal de Netherfield, visualisant l'analyse de la lettre que fait Elizabeth.
Dans cette adaptation la musique souligne la fascination de Darcy pour Elizabeth. Quand elle joue et chante à Lucas Lodge, la caméra fait un panoramique sur Darcy, suivant sa lente approche du piano, comme hypnotisé. En revanche, le morceau morose qu'elle joue à Rosing Park reflète ses sentiments - qu'elle doit encore découvrir - à l'égard de Darcy. Les conversations entre Miss Bingley, Darcy, Lady Catherine concernant les talents musicaux mettent en lumière les différences entre l'éducation musicale d'Elizabeth et celle, beaucoup plus sophistiquée, de Georgiana et des sœurs Bingley.

## Lieux de tournage

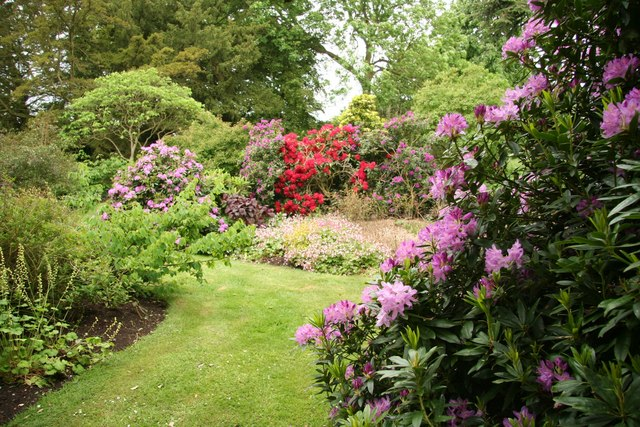
Le jardin « sauvage » de Doddington Hall, Lincolnshire

Ceux censés représenter le Hertfordshire se trouvent tous dans le Lincolnshire, et seuls les extérieurs sont utilisés, sans qu'il soit toujours possible de les différencier, comme le parc de Rosings (où Elizabeth lit la lettre de Darcy) et les environs de Longbourn où il lui fait sa seconde demande en mariage :
- Doddington Hall, Lincolnshire (en), Angleterre, Royaume-Uni

Lieu de la déclaration de Mr Collins à Charlotte (dans les jardins)
- Thorpe Tilney Hall, Lincolnshire, Angleterre, Royaume-Uni

Longbourn (l'extérieur)
- Well Vale, Alford, Lincolnshire, Angleterre, Royaume-Uni

Les extérieurs de Netherfield
Mais pour représenter Pemberley, c'est Renishaw Hall dans le Derbyshire qui a été choisi : les scènes censées s'y dérouler sont tournées à l'intérieur, dans le hall d'entrée, le grand salon et la galerie de peinture, en extérieur dans le jardin à l'italienne et les allées longeant les plans d'eau.

## Critiques
Cette adaptation est généralement reconnue comme la plus fidèle au roman à ce jour, en particulier dans le nombre de scènes reprises, l'utilisation des dialogues et le respect du point de vue d'Elizabeth. Malgré un budget réduit, elle bénéficie d'une belle distribution. Certes, elle souffre d'une mise en scène académique, un peu lente et figée ; elle n'a ni « le romantisme intense, ni les connotations sexuelles, ni la modernité anachronique, plus ou moins présents dans les adaptations plus récentes » et plus conformes aux goûts du public de la fin du XXe et du début du  XXIe siècle, mais « elle résiste bien ». Isabelle Ballester la considère comme une « adaptation télévisuelle inégalée » et Sue Parrill comme la plus respectueuse de l'intrigue et la plus fidèle à l'esprit du roman, reconnaissant cependant que la version de 1995, qui est filmée, la dépasse sur bien des points, avec son rendu fidèle de l'histoire, la présence d'acteurs charismatiques et le choix des lieux de tournage pour les intérieurs et les extérieurs.